# Francisco Soler y Gómez
Francisco Soler y Gómez   (Argecilla, 10 d'octubre de 1838 - valor desconegut) fou un compositor i cantant espanyol.
Cursà la carrera de medicina, que va haver d'abandonar per quedar orfe, dedicant-se llavors al teatre, ja que posseïa una bella veu de baix. Després d'aconseguir molts triomfs a Espanya i Portugal, passà a Amèrica, on, ensems que com a cantant, es donà conèixer com a compositor, estudiant el folklore de les Repúbliques del Pacífic, el que li va permetre escriure una sèrie de cant de caràcter popular, tan inspirats com ben tractats des del punt de vista tècnic. Aquestes obres, executades per grans masses corals, orquestra i banda, donaren molta popularitat al seu autor, que organitzà una sèrie de festivals musicals que es veieren molt concorreguts.
Soler y Gómez era, a més, home d'un fèrtil enginy i encès patriotisme. En circumstancies molt difícils pels espanyols que residien a Xile en aquella època (setembre de 1873), se celebrà un banquet a Copiapó per a commemorar la independència de Xile, sent invitat Soler y Gómez, al que tothom estimava allà. Un dels comensals va cometre la imprudència de preguntar a Soler si no li estranyava no veure allà la bandera al costat de les altres nacions. Posat en aquest dilema, Soler trobà ràpidament la contesta adequada i hàbil que, sense ofendre els sentiments de cap dels presents va saber enaltir de tal manera el nom de la seva pàtria, que es va donar un entusiasta ¡viva Espanya!, pel que es va poder dir amb raó que el distingit músic havia fet la pau d'Espanya amb Xile abans que la iniciessin els diplomàtics.
De les seves composicions, les que li donaren més fama coma s'ha dit més amunt, les de caràcter popular, que es distingeixen per la seva gràcia i caràcter; però també es autor d'obres d'altres gèneres, com oficis de difunts i especialment himnes, en que solia combinar hàbilment dos o més d'aquests, com, per exemple, la Marxa real religiosa, sobre els vuit tons de cant pla i de la Marxa reial espanyola, que s'executà amb gran èxit a Buenos Aires i a Londres; la Marcha franco-española, en que combina l'himne reial amb la Marsellesa, etc...Finalment, va compondre sarsueles i arranjà diverses operetes a l'escena espanyola.
També va publicar diversos treballs d'història i critica musical.